# Clerodendrum japonicum
Clerodendrum japonicum ist eine Pflanzenart in der Familie der Lippenblütler aus Indien, Bangladesch, dem nördlicheren Südostasien, Japan, dem südlicheren China bis nach Tibet, Nepal und Taiwan.

## Beschreibung
Clerodendrum japonicum wächst meist als laubabwerfender Strauch bis etwa 4 Meter oder als kleiner Baum bis über 5 Meter hoch. Die fast kahlen und hohlen Zweige sind vierkantig.
Die gestielten Laubblätter sind kreuzgegenständig. Der schwach bräunlich behaarte Blattstiel ist bis über 20 Zentimeter lang. Die mehr oder weniger herz- bis pfeilförmigen, schwach behaarten, leicht ledrigen Blätter sind bis über 35 Zentimeter lang und breit. Sie sind unterseits drüsig. Die Blätter sind leicht bis schwach gezähnt oder gesägt bis fast ganzrandig und spitz bis zugespitzt. Die Nebenblätter fehlen. Es sind verschiedene extraflorale und -nuptiale Nektarien vorhanden (Kelch, Tragblätter, Blattunterseite).
Clerodendrum japonicum ist protandrisch, also vormännlich. Es werden rötliche, endständige und vielblütige, größere Rispen, Thyrsen, gebildet. Es sind oft abfallende, rötliche Tragblätter vorhanden. Die duftenden, zwittrigen, gestielten und fünfzähligen, stieltellerförmigen Blüten sind rot bis manchmal weiß-rötlich mit doppelter Blütenhülle. Der kurz verwachsene Kelch ist rot gefärbt, fünfzipflig und außen drüsig. Die Kronröhre ist schlank mit kürzeren, ausladenden Lappen. Die 4 Staubblätter in der Kronröhre sind lang und vorstehend. Der vierkammerige Fruchtknoten ist oberständig mit langem, schlankem Griffel und zweilappiger Narbe.
Es werden kleine, kugelige, erst bläuliche bis später schwarze und meist vier- bis zweiteilige, 0,7–1 Zentimeter große, bis viersamige Steinfrüchte am beständigen, roten, fleischigen, vergrößerten und zurückgelegten Kelch gebildet.

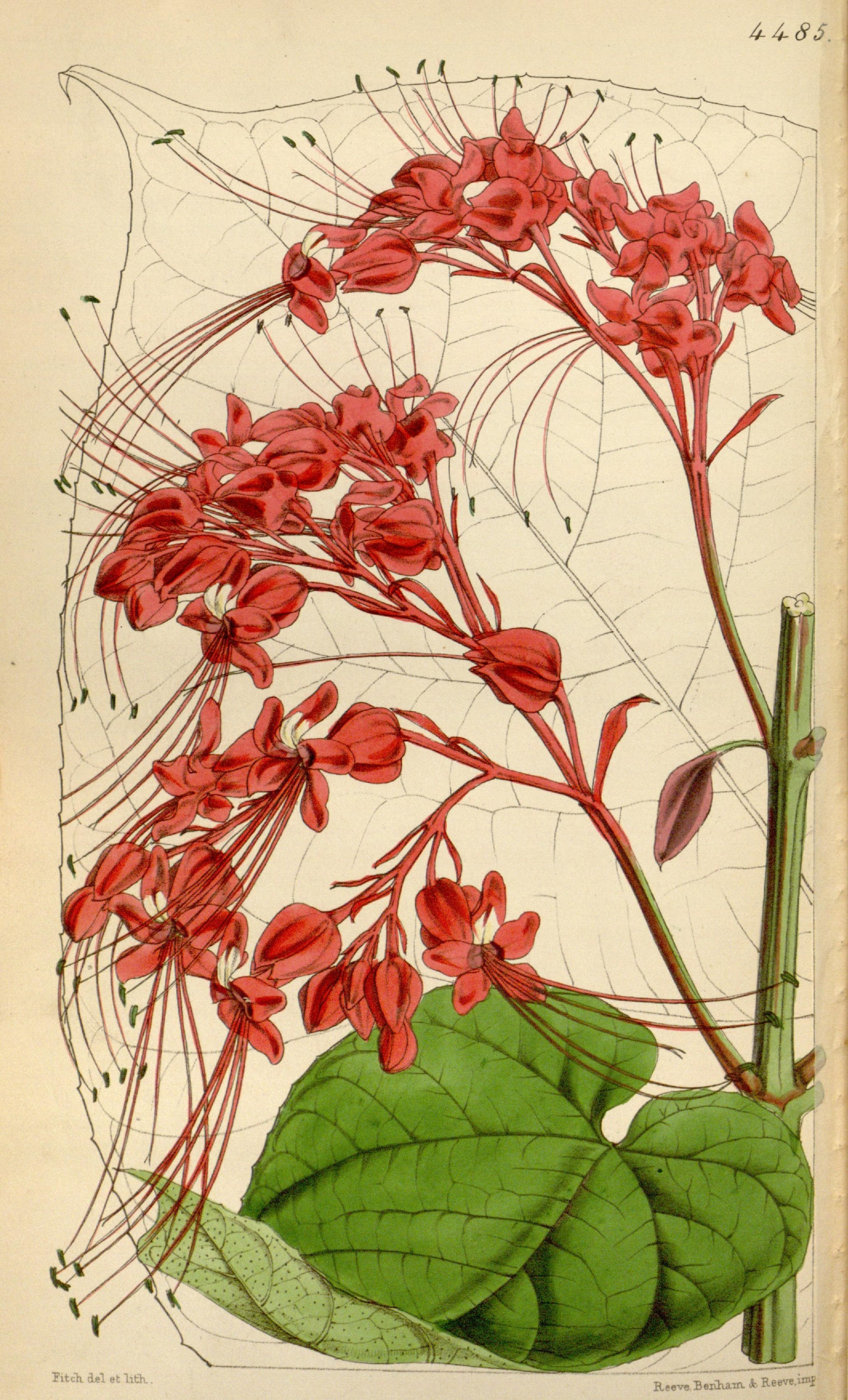
Illustration
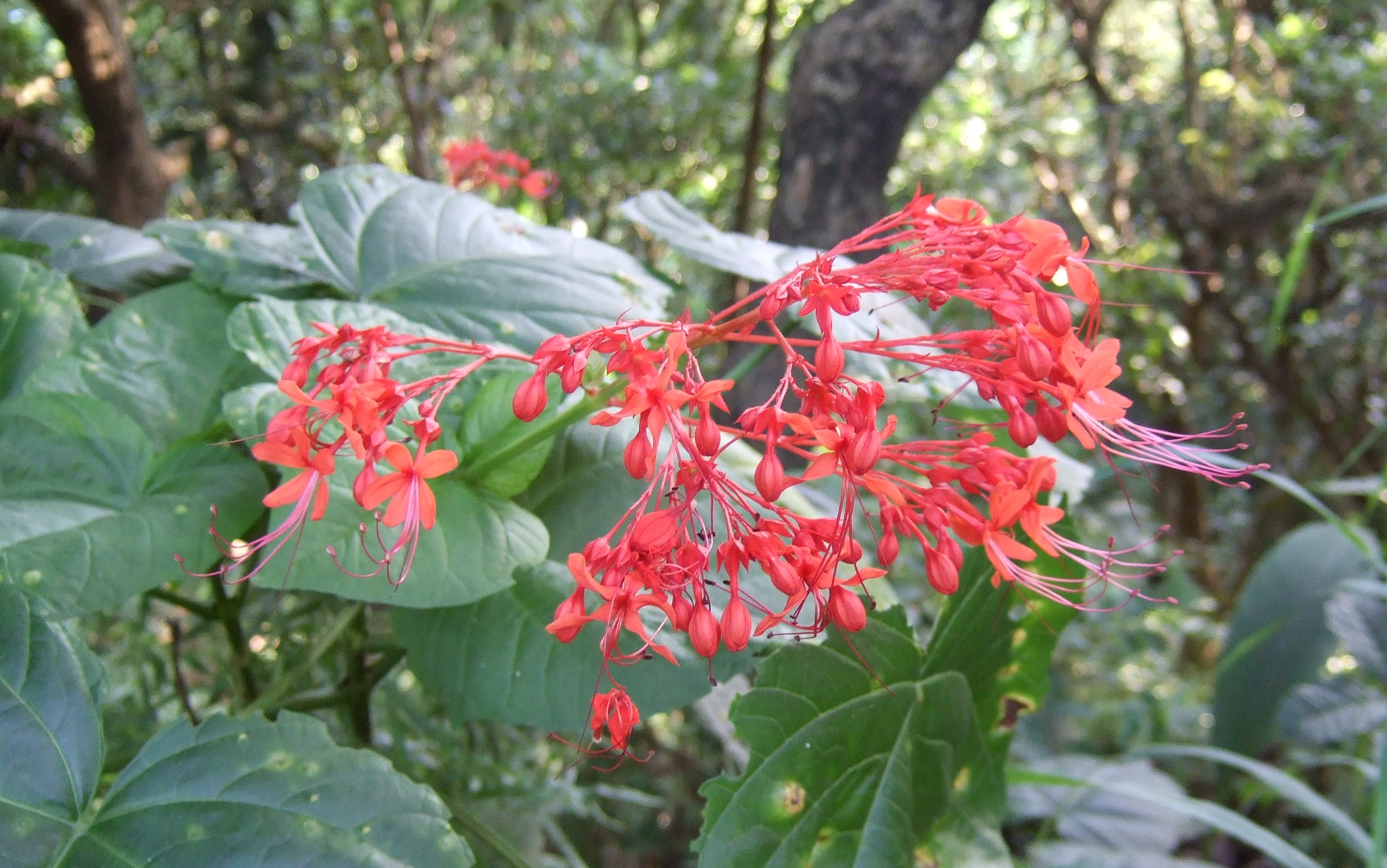
Blütenstand

## Verwendung
Die Blätter, Blütenstände und die Wurzeln werden medizinisch genutzt. Die Pflanze wird auch als Zierpflanze genutzt.